# 박종화
박종화(朴鍾和, 1901년 10월 29일~1981년 1월 13일)는 일제강점기의 수필가 겸 문학 평론가이자, 일제강점기와 대한민국의 시인이자 소설가 겸 대학 교수였다. 본관은 밀양(密陽)이고, 호(號)는 월탄(月灘)이다.
1901년 10월 29일 한성부(서울) 출생으로 1920년 경성휘문고등보통학교를 졸업하고 그 해 문학 동인지 '문우'를 발간하면서부터 수필에 첫 입문하는 등, 스무살 남짓 때부터 문학에 발을 들여놓기 시작했다. 그 뒤 시문학 전문지 《장미촌》에 〈오뇌의 청춘〉, 〈우유빛 거리〉를 발표하며 시인으로 등단, 1922년 문학 잡지 《백조》 발간에도 참여해 〈밀실로 돌아가라〉를 발표했다. 홍사용, 박영희 등과 아울러 함께 일명 '백조파'라는 시문학파를 형성하기도 했다.
초기에는 현실과 유관하지 아니하고 현실상 기초나 가능성이 없으면서 헛되고 실현될 가망이 없는 분위기의 시를 쓰다가 대한의 역사와 문화유산에 관심을 점차 돌리면서 역사소설 창작에 몰두했다. 1924년 처녀 시집 '흑방비곡'을 발간한 이후 소설로 전향했다. 1935년 장편 '금삼의 피'를 '매일신보'에 연재하면서 역사소설을 쓰기 시작한 이후 '아랑의 정조', '다정불심'를 위시해 많은 역사소설을 발표했다. 1945년에는 조선문학가협회 부회장을, 1947년에는 성균관대학교 교수, 서울시 예술위원회장을 역임했다.1948년 년말에는 여수 순천 국군 14연대 사건 현장 문예인 시찰단으로 전라남도 동부 지역을 방문하여 현장을 답사하였으며  1949년 한국문학가협회장, 서울신문사 사장, 서울시 문화위원회장을 역임했고 1954년 예술원 회원, 이듬해 예술원장이 되었다. 1957년 성균관대학교에서 명예 문학박사 학위를 받았고 이후 1958년부터 이듬해 1959년까지 연세대학교 교수를 겸직하였으며 1962년 성균관대학교 교수 직위를 정년퇴직했다. 1964년 문인 협회 이사장을 지냈다. 통일원 고문, 통일주체국민회의 대의원이 되었고 문화훈장 대통령장, 국민훈장을 받았다.
월탄 박종화의 외아들이 소설가 빙허 현진건의 여식과 혼인하여 빙허와 월탄 양인은 사돈 관계이다. 보통 작가 사후 그 사람의 문학 정신을 기리고자 작가의 성명을 딴 문학상이 생기기 마련인데 월탄은 1966년에 제1회 5·16민족상을 받고나서 그 상금을 이용해 본인의 호를 건 월탄문학상을 만들었다.
월탄이 지은 역사소설은 다수가 영화나 TV 드라마로 극화하였다. 월탄의 작품이 원작인 영화로 〈금삼의 피〉(1938)가 원작인 신상옥 감독 작품 《연산군》(1961)으로, 〈다정불심〉(1942)가 원작인 《다정불심》(1967)이 있다. 월탄의 작품이 원작인 TV 드라마로는 〈세종대왕〉(1969)이 원작인 한국방송공사 대하사극 《용의 눈물》, 〈여인천하〉(1959)가 원작인 서울방송 대하사극 《여인천하》, 〈다정불심〉(1942)이 원작인 문화방송 대하사극 《신돈》, 〈자고 가는 저 구름아〉(조선일보 연재, 1962)가 원작인 서울방송 대하사극 《왕의 여자》가 있다.

## 학력
- 상방소학교(前) → 한선보통학교 졸업
- 휘문고등보통학교 졸업

### 명예 박사 학위
- 성균관대학교 명예 문학박사

## 현진건과의 사돈
박종화는 생전 현진건의 딸인 현화수를 외아들 박돈수의 부인으로 맞이하였다. 현화수의 회고에 따르면 그 혼담은 젊은 시절 현진건과 박종화 사이에 있었던 약조로 이루어진 것으로, 박종화는 생전에 현화수에게 "새벽에 손님이 찾아와도 닭 잡고 말없이 술상을 차리는 네 친정 어머니의 딸이라면 괜찮겠지 싶어서 데려왔다"고 말한 적이 있었다고 한다. 
현진건은 어느 날 "너 선 봐라"라는 말에 덕수궁 미술관에 박돈수(박종화의 아들)와 함께 들여 보냈는데, 그때 박씨 집안에서 온 할머니들이 따라다니면서 두 사람을 관찰하다시피 했고, 그다음날 박종화의 집으로부터 제기동의 현진건 집으로 약혼 반지가 보내져 왔다고 한다. 
한번은 한밤중에 박종화가 갑자기 제기동의 현진건의 집으로 찾아왔는데, 그때 현진건은 집에 마침 없었다. 박종화는 문을 열고 나온 현화수를 보고 "담배를 피워야 하는데 성냥이 없으니 좀 켜 다오"라고 하고서 성냥 불빛으로 현화수의 얼굴을 얼굴을 찬찬히 보았다고 한다(이는 굳이 현화수 한 사람을 보기 위해서 일부러 찾아오면 현진건이 화를 낼까 봐 몰래 온 것이었다고). 
당시 박종화의 집안과 현진건의 집안은 경제적인 면에서 격차가 크게 났는데, 당시 현진건은 거의 절필 상태로 미두 투자도 실패하여 부암동의 집을 팔고 제기동의 다 낡은 집으로 이사해 거의 궁핍한 하루를 보내고 있었다. 이를 이유로 박씨 집안에서 다 반대했지만, 박종화의 아버지 박대혁(朴大赫)이 "너희가 반대하면 뭐 하느냐? 시아버지(박종화)가 좋다면 그만이지" 하고 영(令)을 내려 혼인이 이루어지게 되었다. 
현화수가 박돈수와 혼인하고 두 달 뒤에 친정아버지 현진건은 사망, 친정어머니 역시 대구로 돌아갔다가 이듬해 사망하였다. 현화수는 박종화에 대해 "엄하셨지만, 짓누르지 않고 다정하게 대해 주셨어요. 항상 자애와 미소가 가득했던 분이셨어요."라고 회고하였다. 이미 혼인 전에 돈이 없었던 현진건의 집에 돈을 보내 주고, 혼인에 쓸 이바지 음식도 박종화가 몰래 뒤에서 돈을 다 보내 주기도 하였다고 한다.

## 작품

### 단편 소설
- 〈오뇌의 청춘〉(1920)
- 〈우유빛 거리〉(1920)
- 〈밀실로 돌아가라〉(1922)
- 〈목매이는 여자〉(1923)
- 〈아버지와 아들〉(1924)
- 〈순대국〉(1924)
- 〈아랑의 정조〉(1937)
- 〈황진이의 역천〉(1955)

### 시집
- 〈흑방비곡〉(1924)
- 〈청자부〉(1946)

### 역사 소설
- 〈금삼의 피〉(1938)
- 〈대춘부〉(1938)
- 〈다정불심〉(1942)
- 〈임진왜란〉(조선일보 연재, 1957)
- 〈여인천하〉(1959)
- 〈자고 가는 저 구름아〉(조선일보 연재, 1962)
- 〈제왕삼대〉(부산일보 연재, 1962)
- 〈월탄 삼국지〉(한국일보 연재, 1968)
- 〈양녕대군〉(부산일보 연재, 1966)
- 〈세종대왕〉(1969)

## 참고 사항
- 앞서 본 것처럼 본인의 역사소설 〈세종대왕〉을 원작으로 한 KBS 1TV 《용의 눈물》은 당초 정하연 작가가 집필자로 낙점됐으나[4]  스스로 포기했는데 정하연 작가의 집필작 중 하나인 MBC 《신돈》은 박종화 작가의 〈다정불심〉을 원작으로[5]  했다.

## 같이 보기
- 대한민국예술원
- 월탄문학상
- 서울 평창동 박종화 가옥 - 등록문화재 제89호

## 참고 자료
- 윤병로 (2004년 3월 30일). 《박종화의 삶과 문학》. 서울: 한국학술정보. ISBN 89-534-0464-9.
- 권영민 (2004년 2월 25일). 《한국현대문학대사전 "박종화"》. 서울대학교출판부. ISBN 978-89-521-0461-8.